# Ayherre
Ayherre é uma comuna francesa na região administrativa da Nova Aquitânia, no departamento dos Pirenéus Atlânticos. Estende-se por uma área de 27,28 km². Em 2010 a comuna tinha 1 101 habitantes (densidade: 40,4 hab./km²).